# 復和縣
复和县（越南语：／）是越南高平省历史上的一个旧县。面积251.67平方公里，2020年总人口23625人。

## 地理
复和县东接中国广西壮族自治区龙州县，东北接下琅县，西接和安县，北和西北接广渊县，南接石安县。

## 历史
2020年1月10日，鸿大社部分区域和赵妪社合并为闭文亶社，鸿大社剩余部分并入格灵社，良善社并入和顺市镇。
2020年2月11日，复和县、广渊县和茶岭县国瓒社合并为广和县。

## 行政區劃
复和县下辖2市镇5社，县莅驮隆市镇。
- 驮隆市镇（Thị trấn Tà Lùng）
- 和顺市镇（Thị trấn Hòa Thuận）
- 闭文亶社（Xã Bế Văn Đàn）
- 格灵社（Xã Cách Linh）
- 大山社（Xã Đại Sơn）
- 美兴社（Xã Mỹ Hưng）
- 仙城社（Xã Tiên Thành）